# سامسو-ایلونا
سامسو-ایلونا (به انگلیسی: Samsu-iluna) امپراتور هفتم سلسلهٔ آموری بابل است که از ۱۷۵۰–۱۷۱۲ پیش از میلاد (طبق گاه‌شماری کوتاه، به مدت ۳۸ سال) امپراتور بابل بوده‌است. او تنها پسر امپراتور بزرگ بابل، حمورابی (هامورابی) از مادری شناخته نشده می‌باشد. دورهٔ سلطنت او با شورش‌های خشونت‌آمیز و از دست دادن بعضی از مناطق فتح شده توسط خود و پدرش و متروک گشتن برخی از شهرهای مهم بین‌النهرین (عمدتاً در سومر) گذشت.
| پادشاه پیشین: حمورابی | سامسو-ایلونا امپراتور بابلی زمان حکمرانی ۱۷۵۰ تا ۱۷۱۲ پیش از میلاد. | جانشین: ابی اشوه |